# フィエ岬

ブーベ島の地図

フィエ岬（フィエみさき、ノルウェー語: Kapp Fie, 英語: Cape Fie)は南大西洋に浮かぶノルウェー領ブーベ島南東部にある岬である。